# 박영석 (군인)
박영석(朴榮錫, 1928년 2월 11일~2014년 1월 5일)은 대한민국의 군인 출신 기업인이다. 

## 경력

### 주요 이력
- 1948년 대한민국 육군사관학교 5기 임관
- 1949년 대한민국 육군 보병학교 수료
- 한국 전쟁 참전
- 1956년 국방대학교 1기 행정학사
- 1961년 경희대학교 정치외교학과 학사
- 육군 방첩부대장
- 육군본부 정보참모부 차장
- 1965년 육군 준장 예편
- 대한광업진흥공사 사장
- 서울방림방적 CEO